# Аландо
Аландо (фр. Alando, корс. Alandu) — коммуна во Франции, находится в регионе Корсика. Департамент коммуны — Верхняя Корсика. Входит в состав кантона Голо-Морозалья. Округ коммуны — Корте.
Код INSEE коммуны — 2B005.

## Население
Население коммуны на 2008 год составляло 27 человек.
| 1962 | 1968 | 1975 | 1982 | 1990 | 1999 | 2008 |
| ---- | ---- | ---- | ---- | ---- | ---- | ---- |
| 50   | 51   | 42   | 38   | 15   | 23   | 27   |

## Экономика
В 2007 году среди 10 человек в трудоспособном возрасте (15—64 лет) 10 были экономически активными, 0 — неактивными (показатель активности — 100,0 %, в 1999 году было 50,0 %). Из 10 активных работали 10 человек (5 мужчин и 5 женщин), безработных не было.